# Kayalpattinam
Kayalpattinam (També coneguda com a Kayalpatnam, Kayalpattanam i com Korkai o Kolkai (també Korkhei, Kolchei  o  Kolchot), àrab - قاهر فطن, tàmil - காயல்பட்டினம்) és un Municipi al districte de Thoothukudi en l'estat indi de Tamil Nadu.. Està situada a uns 3 km al nord del riu Thamirabaranim i a 6 km de la costa de la badia de Bengala. Hi ha un arbre vanni de dos mil·lennis. El 2011 la ciutat tenia 40.558 habitants.

## Ubicació
Kayalpattinam està localitzada als 8° 34′ N, 78° 07′ E / 8.57°N,78.12°E. Té un alçada mitjà de 6 metres.

## Demografia
Segons el cens del 201, Kayalpattinam tenia 40,588 habitants en una proporció de 1,082 femelles per cada 1,000 homes, molt per sobre de la mitjana nacional de 929. Un total de 4,995 era sota l'edat de sis anys, constituint 2,548 homes i 2,447 femelles.
L'alfabetització mitjana de la ciutat era del 81.3%, comparat a la mitjana nacional del 72.99%. La ciutat tenia un total de 9417 cases. Hi hi havia un total d'11.414 treballadors.
Mentre pel cens religiós de 2011, Kayalpattinam tenia 26.34% de hindús, 67.24% de musulmans, 6.36% de cristians, 0.01% de jains i 0.05% d'altres religions.

## Cultura
La majoria dels musulmans de la zona segueixen l'escola xafita i són membres de la tariqa Faasiyatush shadhiliya Arxivat 2020-01-14 a Wayback Machine. (una ordre sufita Shadhiliyya). La seu d'aquest tariqa a Tamil Nadu zawiyatul fassiyatush shadhiliya està Arxivat 2019-05-01 a Wayback Machine. localitzat aquí. Hi ha seguidors de l'escola sufita Qadiriyya connectada a Mahlara i uns quants wahabis. La Maqbara de Hazrat Kazi Syed Alauddin germà de Hazrat Kazi Syed Tajuddin, el origen dels hazrats de la Maqbara de Madurai i de tot el Syeds que viuen al carrer Kazimarr de Madurai, es troba també a la població.

## Història
La tradició la fa la primera seu de les civilitzacions dravídiques (txera, cola i pandya). Antigament fou un port aprofitant el riu Tambraparni. L'esmenta l'autor del Periplus. Claudi Ptolemeu l'esmenta com a Kolkoi i diu que era la capital o almenys la seu de la pesca de perles del rei pandya. A la taula de Peutinger apareix com Colcis Indorum, i va donar nom al golf Colchic actualment Mannar. El llit del riu Tambraparni va quedar progressivament separat de la mar. Marco Polo s'hi va aturar i encara el considerava el port de Madura però posteriorment ja estava a uns 3 km a l'interior degut als sediments del riu. El llogaret de Palayakayal ocupa el lloc exacta de l'antic port. Kayal o Kayalpatam, entre Kolkai i la mar, va substituir a Kolkai com a port de Madura i va patir la mateixa sort. Kolkai pertanyia a la taluka de Srivaikuntam al districte de Tuticorin a Tamil Nadu, Índia La població el 1881 era de 2.386 habitants i el 1901 de 2.518.